# マルクス・ポルキウス・カト
マルクス・ポルキウス・カト（ラテン語: Marcus Porcius Cato、- 紀元前118年）は、紀元前2世紀後期の共和政ローマの政治家。紀元前118年に執政官（コンスル）を務めた。

## 出自
カトはプレブス（平民）であるポルキウス氏族の出身である。ポルキウス氏族はラティウムの都市であるトゥスクルムの出身と考えられている。プルタルコスは、ポルキウスのノーメン（第二名、氏族名）とラテン語のporcus（豚）を結びつけている。このため、氏族の先祖は養豚に従事していたと考えられる。紀元前3世紀になって、ポルキウス氏族から高位官職者が出るようになった。
カト家で最初に執政官に就任したのは、大カトで、紀元前195年のことであった。本記事のカトは、大カトの孫にあたる。大カトは二度結婚しているが、パトリキ（貴族）であるリキニウス氏族出身の妻との間に生まれたのが、父マルクス・ポルキウス・カト・リキニウスである。カト・リキニウスはプラエトル（法務官）に選出されたものの、就任前に死去した。母はルキウス・アエミリウス・パウッルス・マケドニクスの娘である。
弟のガイウス・ポルキウス・カトは紀元前114年に執政官を務めた。

## 経歴
カトの生誕年は不明であるが、弟ガイウスは紀元前157年前後に生まれている。
カトの早期の経歴は不明である。ウィッリウス法では法務官就任から執政官就任まで最低3年を設けることとなっているため、カトは遅くとも紀元前121年には法務官を務めたはずである。
紀元前118年に執政官に就任。同僚は同じくプレブスのクィントゥス・マルキウス・レクスであった。くじ引きの結果、カトはかつてのカルタゴの地であるアフリカ属州を管轄することとなった。隣国ヌミディアはスキピオ・アフリカヌスと共に戦ったマシニッサの子ミキプサが支配していた。ミキプサは紀元前118年に死去し、遺言により国は三分割され、長男アドヘルバル、次男ヒエンプサル及び養子のユグルタにより治められることとなった。カトはこの分割を公平に行うために派遣されたようだ。しかし、この分割成立前に、カトは現地で急死した。
アウルス・ゲッリウスによれば、カトは「十分に強力な弁論家」であり、祖父大カトの力強さを真似していた。彼の演説の原稿はゲッリウスの時代（2世紀）まで残っており、よく読まれていた。但し、現在まで残るものは何もない

## 子孫
カトには同名の息子がおり、法務官としてガリア・ナルボネンシスの総督を務めた。しかしその後直ぐに死去し、執政官になることはできなかった。

## 参考資料

### 古代の資料
- アウルス・ゲッリウス『アッティカ夜話』
- ティトゥス・リウィウス『ローマ建国史』
- プルタルコス『対比列伝』

### 研究書
- Broughton R. Magistrates of the Roman Republic. - New York, 1951. - Vol. I. - P. 600.
- Münzer F. Porcius // Paulys Realencyclopädie der classischen Altertumswissenschaft . - 1953. - Bd. XXII, 1. - Kol. 102-104.
- Münzer F. Porcius 10 // Paulys Realencyclopädie der classischen Altertumswissenschaft . - 1953. - Bd. XXII, 1. - Kol. 165.
- Münzer F. Porcius 11 // Paulys Realencyclopädie der classischen Altertumswissenschaft . - 1953. - Bd. XXII, 1. - Kol. 165-166.
- Sumner G. Orators in Cicero's Brutus: prosopography and chronology. - Toronto: University of Toronto Press, 1973 .-- 197 p. - ISBN 9780802052810 .